# Аркона (гурт)
«Арко́на» — російський паган/фолк-метал-гурт.
Колектив поєднує у своїх композиціях як скримінг з гроулінгом, так і звичайний жіночий вокал. Головним поетом і композитором є Маша «Scream» Архипова.

## Історія
Гурт «Аркона» був  утворений на початку 2002 року двома учасниками долгопруденської рідновірської общини, Марією «Scream» Архиповою і Олександром «Warlock» Корольовим.
Спочатку гурт мав назву «Гиперборея», але у лютому цього ж року змінив назву на «Аркона». Наприкінці 2002 року група записала своє перше демо під назвою «Русь», після чого розпочала концертну діяльність і виступала з такими гуртами як «Butterfly Temple», «Pagan Reign», «Сварга», «Rossomahaar», «Therion». Після цього у творчості колективу настала перерва за причини відсутності музикантів. Але ненадовго, у 2004 році був виданий дебютний альбом «Возрождение» і у грудні цього ж року другий альбом «Лепта». За цей короткий період групу визнали однією з найкращих у своєму жанрі. Збільшивши кількість музичних інструментів і перейшовши до більш живого звучання у 2005 році записаний третій альбом «Во славу великим». У 2006 році дискографію гурту поповнили живий альбом «Жизнь во славу» і одноіменний DVD.
На сьогодні «Аркона» є повноцінною групою зі сталим складом.
31 жовтня 2007 року видано четвертий повноцінний альбом «От сердца к небу». 29 липня 2008 року альбом вийшов на «Napalm Records» і отримав високі оцінки музичних критиків.
На початку листопада 2009 року видано п'ятий студійний альбом  «Гой, Роде, гой!».
У травні 2011 року видано міні-альбом «Стенка на стенку». Він містить пісні, записані у 2009—2011 роках, але вони не увійшли до наступного альбому.
У серпні 2011 року вийшов шостий альбом, котрий отримав назву «Слово». Вперше «Аркона» презентувала на записі професійний хор і камерний оркестр, а оформленням буклету займався художник Кріс Вервімп. Альбом видано на лейблі «Napalm Records».
У квітні 2014 року вийшов сьомий альбом гурту «Явь». Цей альбом ознаменував початок нового періоду у творчому розвитку гуртуі є на сьогодні найбільш неоднозначним. Композиції змінили свою спрямованість і стали більш темними, позначений переходом від переважання партій народних інструментів і хору до переважання вокальних партій Марії.

## Дискографія

### Студійні альбоми
- 2004 — «Возрождение»
- 2004 — «Лепта»
- 2005 — «Во славу великим!»
- 2007 — «От сердца к небу»
- 2009 — «Гой, Роде, гой!»
- 2011 — «Слово»
- 2014 — «Явь»
- 2018 — «Храм»
- 2023 — «Кобь»

### Міні-альбоми
- 2011 — «Стенка на стенку»

### Концертні альбоми
- 2006 — «Жизнь во славу…»
- 2013 — «10 лет во славу»

### Відеоальбоми
- 2006 — «Жизнь во славу…»
- 2009 — «Ночь Велесова»
- 2012 — «Битва в Воронеже»

### Демо
- 2002 — «Русь».

### Кліпи
| Назва                    | Рік  | Режисер                        | Оператор                        | Виробництво                        | Альбом                      |
| ------------------------ | ---- | ------------------------------ | ------------------------------- | ---------------------------------- | --------------------------- |
| Покровы небесного старца | 2008 | Юрій Єрьомін                   |                                 |                                    | «От сердца к небу»          |
| Славься, Русь!           | 2008 | Юрій Єрьомін                   |                                 |                                    | «От сердца к небу»          |
| Гой, Роде, гой!          | 2009 | Юрій Єрьомін                   |                                 |                                    | «Гой, Роде, гой!»           |
| Лики бессмертных богов   | 2010 | Юрій Єрьомін                   |                                 |                                    | «Гой, Роде, гой!»           |
| Ярило (live)             | 2010 | Марія Анохіна                  |                                 |                                    | «Гой, Роде, гой!»           |
| Стенка на стенку         | 2011 |                                |                                 |                                    | «Стенка на стенку», «Слово» |
| Славься, Русь! (live)    | 2013 |                                |                                 |                                    | «10 лет во Славу»           |
| Зов пустых деревень      | 2015 | Олександр Кадянов Тимур Авдалі | Бухтєєв Олексій Сергій Алєксєєв | Boroda Production Lions Production | «Явь»                       |